# 奧列比夫
50°31′36″N 25°54′2″E / 50.52667°N 25.90056°E
奧列比夫（烏克蘭語：Олибів），是烏克蘭的村落，位於該國西北部羅夫諾州，由杜布諾區負責管轄，面積0.17平方公里，海拔高度231米，2001年人口291，人口密度每平方公里1,672.4人。